# Бондаренко Володимир Данилович
Володи́мир Дани́лович Бондаре́нко (26 березня 1939, с. Кархутори, нині Дніпровський район, Дніпропетровська область, Україна — 23 квітня 2019, Львів) — український педагог, зоолог і поет. Професор кафедри лісівництва Національного лісотехнічного університету України, кандидат сільськогосподарських наук (1974). Нагороджений відзнаками «Відмінник освіти України» (1999) та «Відмінник лісового господарства України» (2005). Почесний лісівник України (2009).

## Життєпис
Народився 26 березня 1939 року в селі Кархутори (нині Дніпровський район, Дніпропетровська область).
Випускник Львівського лісотехнічного інституту 1965 року (нині — Національний лісотехнічний університет України, Львів). Спеціальність за дипломом про вищу освіту — «Лісове господарство», кваліфікація — «Інженер лісового господарства».
Кандидат сільськогосподарських наук з 1974 року за спеціальністю 06.03.01 — «лісові культури, селекція, насінництво і озеленення міст». Дисертаційна робота захищена у Львівському лісотехнічному інституті. Вчене звання професора присвоєне у 2001 році на кафедрі лісівництва в Українському державному лісотехнічному університеті (тепер Національний лісотехнічний університет України, м. Львів). Почесний доктор Інституту агроекології Української академії аграрних наук (2009 р.).
Після закінчення Чугуєво-Бабчанського лісового технікуму трудову діяльність розпочинав у Чортківському лісгоспзазі Тернопільської області — об'їздником, техніком-лісівником, помічником лісничого Борщівського лісництва (1959—1964 рр.). У 1960—1965 роках спочатку заочно, потім — стаціонарно навчався на лісогосподарському факультеті Львівського лісотехнічного інституту. З 1965 по 1972 роки працював у Кишинівському сільськогосподарському інституті (Молдова) науковим співробітником лабораторії лісівництва науково-дослідного сектору, потім — асистентом кафедри ботаніки. З 1973 року продовжив роботу у Львівському лісотехнічному інституті на посадах інженера, старшого викладача, доцента, професора кафедри лісівництва, де працює і до сьогодні.
Викладацьку роботу проводить за напрямом підготовки «Лісове і садово-паркове господарство» зі спеціальностей — «Лісове господарство», «Мисливське господарство». Викладає навчальні дисципліни — лісову зоологію, мисливствознавство, лісомисливське господарство, біотехнію, історію лісівництва. Науково-педагогічний стаж вченого становить понад 35 років, а загальний науково-педагогічний і виробничий стаж роботи в галузі — понад 50 років.
- Дружина — художниця Лариса Учурханова.
  - син — журналіст та редактор Богдан Бондаренко.

## Наукові праці
Основні напрямки наукових досліджень: лісознавство, лісомисливське господарство, історія лісівництва, національні традиції лісокористування, екологічна освіта, природоохоронні проблеми.
Член науково-технічних рад ПЗ «Медобори» та «Розточчя», НПП «Сколівські Бескиди» та «Яворівський». За роки своєї наукової та педагогічної діяльності опублікував понад 400 наукових, науково-популярних та навчально-методичних праць. Серед них:
- Бондаренко Володимир Данилович. Звірі наших лісів. — Київ : Урожай, 1988. — 160 с. — 70000 прим. — ISBN 5-337-00079-9.
- Бондаренко В. Д., Фурдичко О. І. Узлісся: екологія, функції та формування. — Львів: Астериск, 1993. — 64 с.
- Бондаренко В. Д., Фурдичко О. І. Ліс і рекреація в лісі. Навч. посібник. — Львів: Світ, 1994. — 232 с.
- Бондаренко В. Д., Делеган І. В., Мазепа В. Г., Рудишин М. І. Мисливські трофеї. Навч. посібник. — К.: ІЗМН, 1996. — 104 с.
- Фурдичко О. І., Бондаренко В. Д. Першопостаті українського лісівництва. — Львів: ВАТ «Бібльос», 2000. — 372 с.
- Бондаренко В. Д., Делеган І. В., Кьогалмі Т., Татаринов К. А. Мисливська зброя, полювання, ведення мисливського господарства. — К.: НОК ВО, 1993. — 120 с.
- Бондаренко В. Д., Мазепа В. Г., Хоєцький П. В. Мисливська кінологія. Підручник. — Львів: Афіша, 2002. — 160 с.
- Бондаренко В. Д. Біотехнія. Навч. посібник. — Ч. 1. — Львів: ІЗМН, 1998. — 260 с.; Ч. 2. — Львів: Престиж Інформ, 2002. — 352 с.
- Бондаренко В. Д., Криницький Г. Т., Крамарець В. О. та ін. Стратегія і тактика природоохоронної діяльності лісового заповідника. — Львів: Сполом, 2006. — 408 с.

Під керівництвом професора Бондаренка В. Д. успішно захищено сім кандидатських дисертацій. Він є членом наукового товариства імені Шевченка, Товариства лісівників України, членом Національної спілки письменників України.
Про професора Бондаренка опубліковано низку статей у вітчизняних виданнях, зокрема — в «Енциклопедії сучасної України» (т. 3, 2004 р.)

## Літературна діяльність
Автор понад 10 поетичних збірок («Ранкові роси», «Лісівники ми, друже мій», «Дуби в діброві», «Абетка з лісу», «Короткі пісні», «Троє дверей», «Тепло дерев» та ін.).

## Нагороди
Нагороджений відзнаками «Відмінник освіти України» (1999) та «Відмінник лісового господарства України» (2005). Почесний лісівник України (2009).